# La Figuera
La Figuera è un comune spagnolo di 124 abitanti situato nella comunità autonoma della Catalogna.